# Scevà (cirillico)
La Ә, minuscolo ә, chiamata šva cirillica (in tataro шва), è una lettera dell'alfabeto cirillico, derivata dal carattere latino Ə. 
La Ә viene spesso traslitterata con Ä.
È presente nelle versioni kazaka, baškira e tatara del cirillico. Veniva usata anche in azero e in turkmeno, prima che queste lingue adottassero l'alfabeto latino.

## Utilizzo
In tutte le versioni dell'alfabeto cirillico rappresenta la vocale semiaperta anteriore /æ/, poiché lo stesso suono viene rappresentato dalla lettera dell'alfabeto latino schwa in janalif, l'alfabeto uniformato delle lingue turche, prima che tutte le lingue che la usano avessero adottato l'alfabeto latino.
| Lingua      | Alfabeto fonetico internazionale |
| ----------- | -------------------------------- |
| Azero       | [æ]                              |
| Baschiro    | [æ]                              |
| Kazako      | [æ]                              |
| Calmucco    | [æ]                              |
| Karakalpako | [æ]                              |
| Tataro      | [æ]                              |
| Turkmeno    | [æ]                              |
| Abcaso      | [ʷ]                              |
| Dungano     | [ɤ]                              |
| Curdo       | [ɛ]                              |